# ADN proviral
L'ADN proviral est le résultat de la copie par l'enzyme transcriptase inverse de l'ARN d'un rétrovirus. Sous cette forme, il peut s'intégrer au génome d'une cellule et parasiter son activité.
C'est le cas par exemple avec le virus de l'immunodéficience humaine (VIH), responsable du SIDA.